# Glaucostegus typus
Glaucostegus typus es una especie de pez de la familia Rhinobatidae.

## Morfología
Pueden llegar alcanzar los 270 cm de longitud total.

## Reproducción
Es vivíparo histotrófico.

## Distribución geográfica
Se encuentra desde las  costas de Tailandia hasta Nueva Guinea, las Islas Salomón y Australia.